# 대한민국 형법 제343조
대한민국 형법 제343조는 예비, 음모에 대한 형법각칙의 조문이다.

## 조문
제343조 (예비, 음모) 강도할 목적으로 예비 또는 음모한 자는 7년 이하의 징역에 처한다.

第343條 (豫備, 陰謀) 强盜할 目的으로 豫備 또는 陰謀한 者는 7年 以下의 懲役에 處한다.

## 판례
- 강도예비․음모죄가 성립하기 위해서는 예비․음모 행위자에게 미필적으로라도 ‘강도’를 할 목적이 있음이 인정되어야 하고 그에 이르지 않고 단순히 ‘준강도’할 목적이 있음에 그치는 경우에는 강도예비․음모죄로 처벌할 수 없다.[1]

## 같이 보기
- 강도예비죄